# Сезин, Сезер
Сезер Сезин (тур. Sezer Sezin, имя при рождении Месруре Сезер тур. Mesrure Sezer, 25 октября 1929 — 20 июля 2017) — турецкая актриса

.

## Биография
Родилась 25 октября 1929 года в стамбульском районе Эюп. Была близко знакома с Гюлистан Гюзей.
Впервые снялась в кино ещё будучи подростком, сыграв в 1944 году эпизодическую роль в фильме «Hürriyet Apartmanı». В этот период в 1940-х годах она играла эпизодические роли, в том числе в фильмах «Köroğlu» и «Yayla Kartalı». Одновременно с этим начала играть в театре. В 1946-47 годах совершила тур по Турции в составе театральной труппы.
В 1949 году Сезер впервые сыграла главную роль, исполнив роль учительницы в фильме «Убить блудницу» (тур. Vurun Kahpeye), снятом на основе одноимённого романа Халиде Эдиб Адывар. В 1950-х годах у Сезер произошла смена амплуа — в эти годы она в основном снималась в исторических любовных драмах.
В 1956 году основала собственную продюсерскую компанию. В 1960 году сыграла заглавную роль в фильме Метина Эрксана «Шофёр Небахат» (тур. Şoför Nebahat).
По собственному желанию прервала карьеру актрисы и занялась бизнесом. Создала несколько торговых компаний, участвовала в создании нескольких театров.
Умерла 20 июля 2017 года.
Работала с режиссёрами Мемдухом Уном и Лютфи Акадом. Лауреат ряда кинематографических премий.